# ULA
Uncommitted logic array (ULA) je način stvaranja namjesnkih integriranih krugova ( engleski application-specific integrated circuits (ASICs)). Kod ULA krugova komponente se postavljaju na silikonski substrat: tranzistori, NAND i NOR logički krugovi i ostali podsklopovi. Ovaj silikonski substrat zove se na engleskom master slice - glavni sloj. Da bi se stvorilo spoj između raznih komponenti na glavnom sloju, krajnji sloj na ULI-i jer bakarni vodička maska koja vrši istu funkciju kao tiskana pločica. Nedostaci ULA su niža gustoća nego kod ASIC, ali niža cijena proizvodnje kod manjih proizvodnih serija daje prednost ULA. Pojavom field-programmable gate array (FPGA) i complex programmable logic device (CPLD), dovelo je do nestanka proizvodnje ULA krugova, jer FPGA i CPLD ne zahtijevaju da se spojnice između komponenti nanese tvorničkim postupkom, one se unose programskim putem.